# Porxo del Promasó
El Porxo del Promasó és una obra de Barberà de la Conca (Conca de Barberà) protegida com a Bé Cultural d'Interès Local.

## Descripció
Típica volta dins el recinte urbà. Pas cobert format per dos arcs apuntats que permet la comunicació entre el carrer Promasó i el de l'Església.

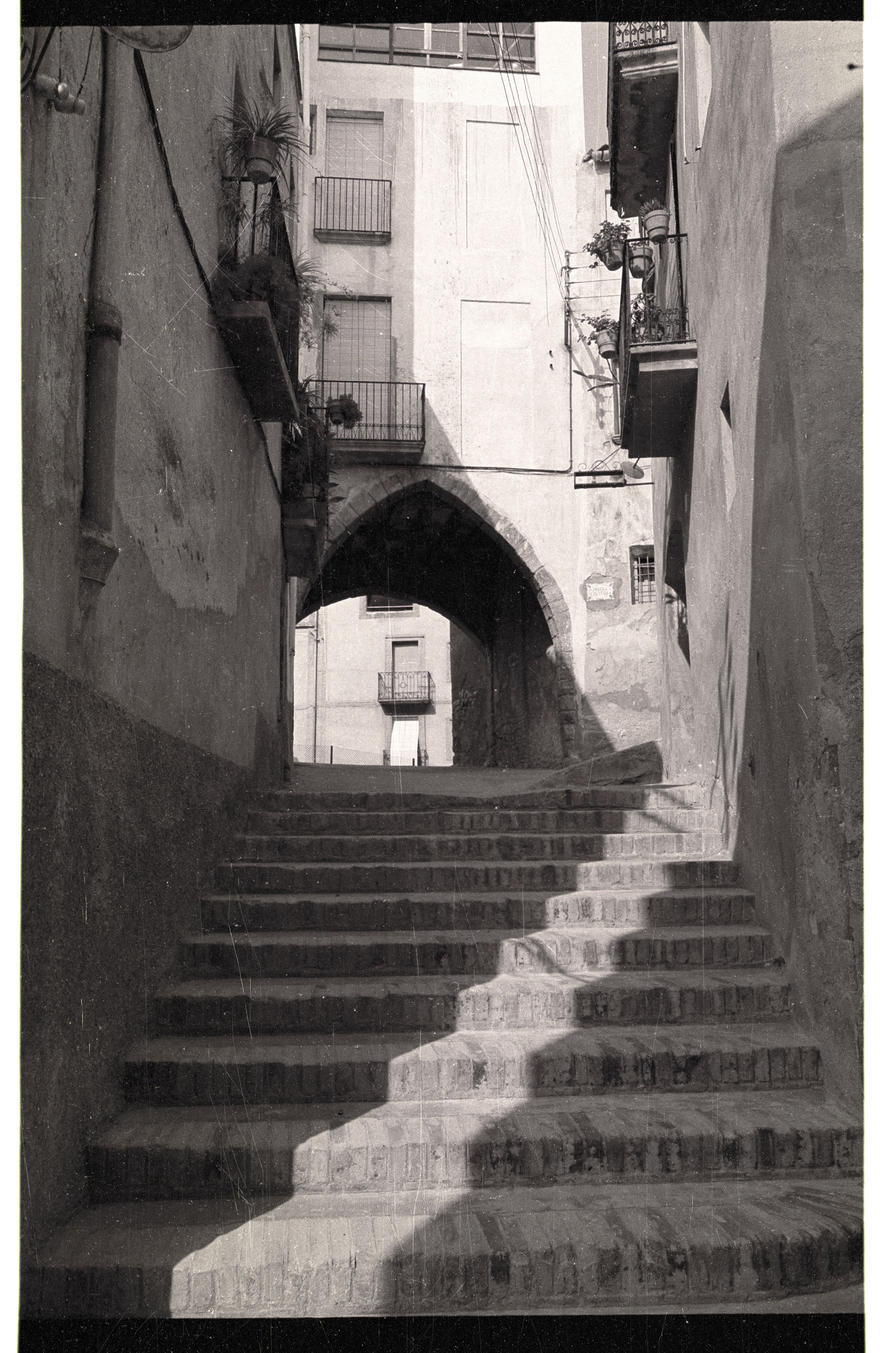
Barberà, "Porxo del Manel del Porta". Any 1980.

## Història
Es documenta als segles xvi i xvii. Comunica dues cases importants de la població: cal Manel "del Porta" i cal Guineu. Carme Plaza assenyalen sobre aquest que "És una construcció probablement del segle xiv que trobem documentada el 1519 amb motiu d'unes bregues que havien tingut lloc sota les voltes entre els Gratapalles i els Foguet (possible nom local de les parcialitats de Nyerros i Cadells). Aleshores, el porxo era anomenat "les voltes del Gratapalles", perquè hi vivia aquesta família que és la dels avantpassats de Joan Esplugas i Moncusí, el Molineret, del carrer Esplugas. Aquests anaven a favor del Gran Prior (Priorat de Catalunya) de l'orde de l'Hospital, senyor de Barberà. Un fet important de 1609, relacionat amb aquests partits, fou la vinguda a Barberà del famós cabdill nyerro Perot Rocaguinarda cridat pel Gran Prior de Catalunya per castigar Rafel de Biure, senyor de Vallespinosa, per qüestions de senyoriu sobre Vallverd de Queralt."